# Mariensäule (Mitterteich)

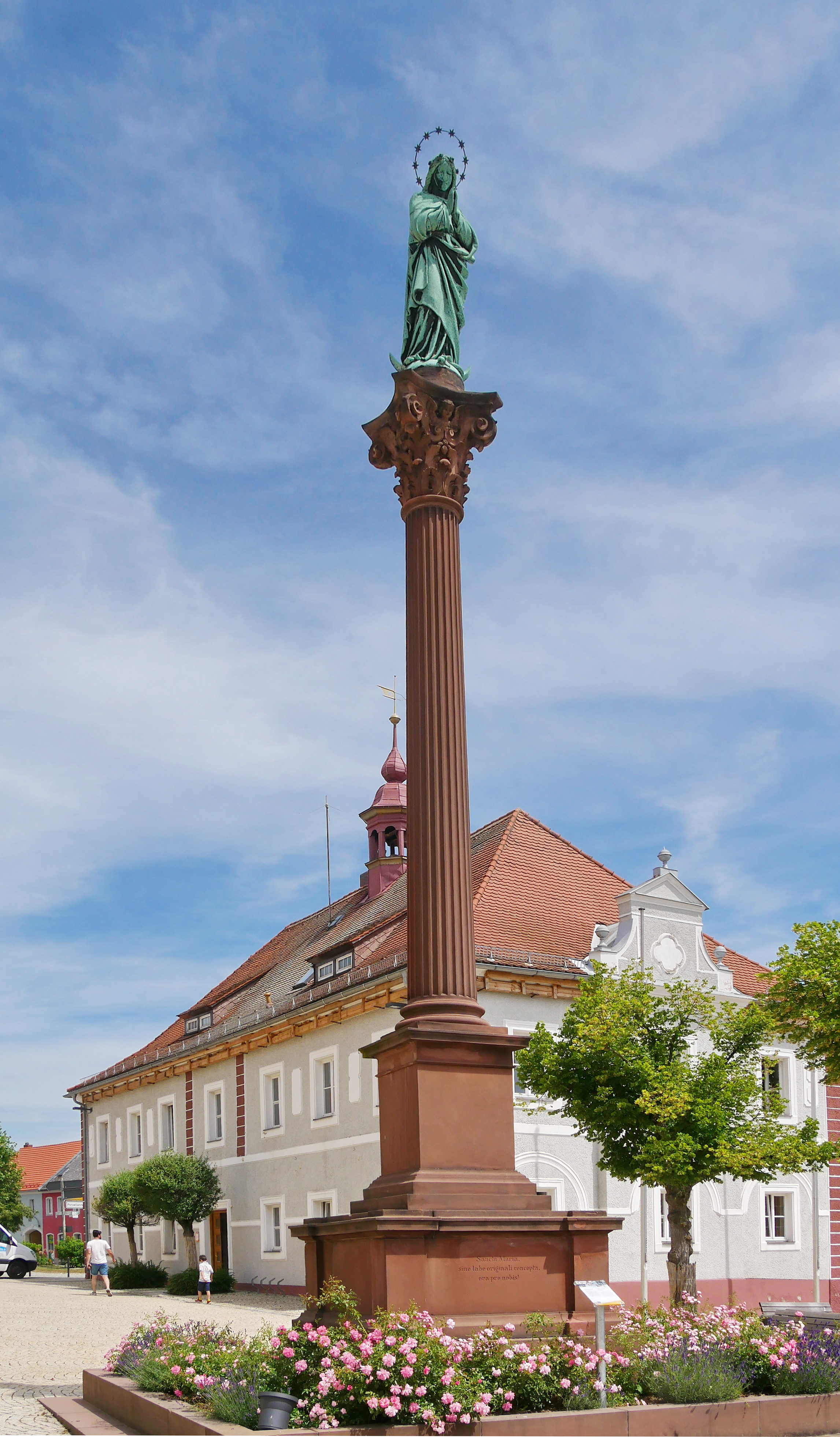
Mariensäule in Mitterteich

Die Mariensäule  in Mitterteich, einer Stadt im oberpfälzischen Landkreis Tirschenreuth in Bayern, wurde 1896 errichtet. Die Mariensäule am Unteren Marktplatz vor dem Alten Rathaus ist ein geschütztes Baudenkmal.
Auf einem hohen Postament aus Buntsandstein steht die korinthische Säule mit der Marienfigur. Die betende Maria steht auf einer Mondsichel und ihr Haupt wird von einem Sternenkranz umgeben, entsprechend der Offenbarung des Johannes (Offb, 12,1–5 ).
Im Sockel ist folgende Inschrift eingemeißelt: „Sancta Maria, sine labe originali concepta, ora pro nobis!“ („Heilige Maria, ohne Erbsünde empfangen, bitte für uns!“)